# Ernst Neumann-Neander
Pour les articles homonymes, voir Neumann.
Ne doit pas être confondu avec Ernst Neumann.
Ernst Wilhelm Neumann dit Ernst Neumann-Neander (1871-1954) est un artiste peintre, graveur et inventeur allemand, concepteur de véhicules.

## Biographie

### Origines et activités artistiques

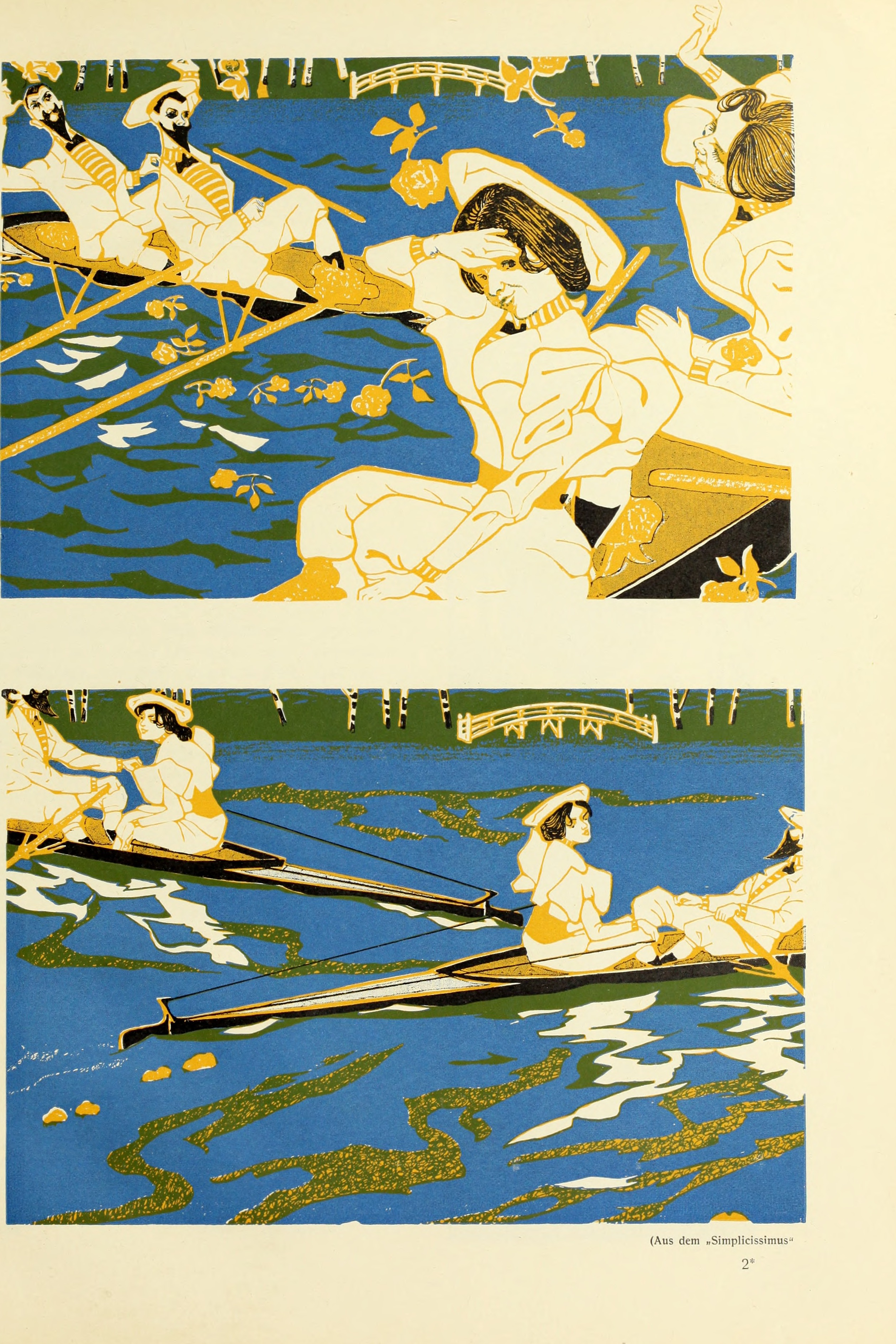
Illustration tirée de Simplicissimus (avant 1905).

Fils du peintre paysagiste Emil Neumann (de) (1842-1903), Ernst Neumann étudie la peinture à Cassel, Munich et Paris. Il a un frère, Hans Neumann (1873-1957), qui devient peintre et graveur.
Durant son séjour à Munich, Ernst Neumann dessine principalement des caricatures de la vie moderne pour les magazines Jugend et Simplicissimus. En tant que dessinateur et affichiste de l'Art nouveau, il a rapidement acquis une réputation bien au-delà de Munich. En 1901, il produit une série de gravures sur bois pour Avalun, périodique dirigé par Richard Scheid. En 1905, le critique d'art Hermann Eßwein (de) publie une monographie sur son travail (Piper Verlag (de)). Il participe à la création du cabaret munichois du quartier de Schwabing, Les Onze Bourreaux (Die Elf Executioner), et fonde une école de peinture et de dessin avec le graphiste Heinrich Wolff (de) (1875-1940). Toutefois, Neumann refuse de suivre les tendances graphiques alors émergentes en Allemagne, celle de Lucian Bernhard et Ludwig Hohlwein.
Entre 1903 et 1908, il effectue plusieurs séjours à Paris, où il entre en contact avec les personnalités alors importantes de l'industrie automobile. En 1907, il entreprend un voyage en Italie, entre Gênes et Pérouse, en compagnie de Hans Havemann (de) (1887-1985), étudiant en philosophe.

### Concepteur de véhicules

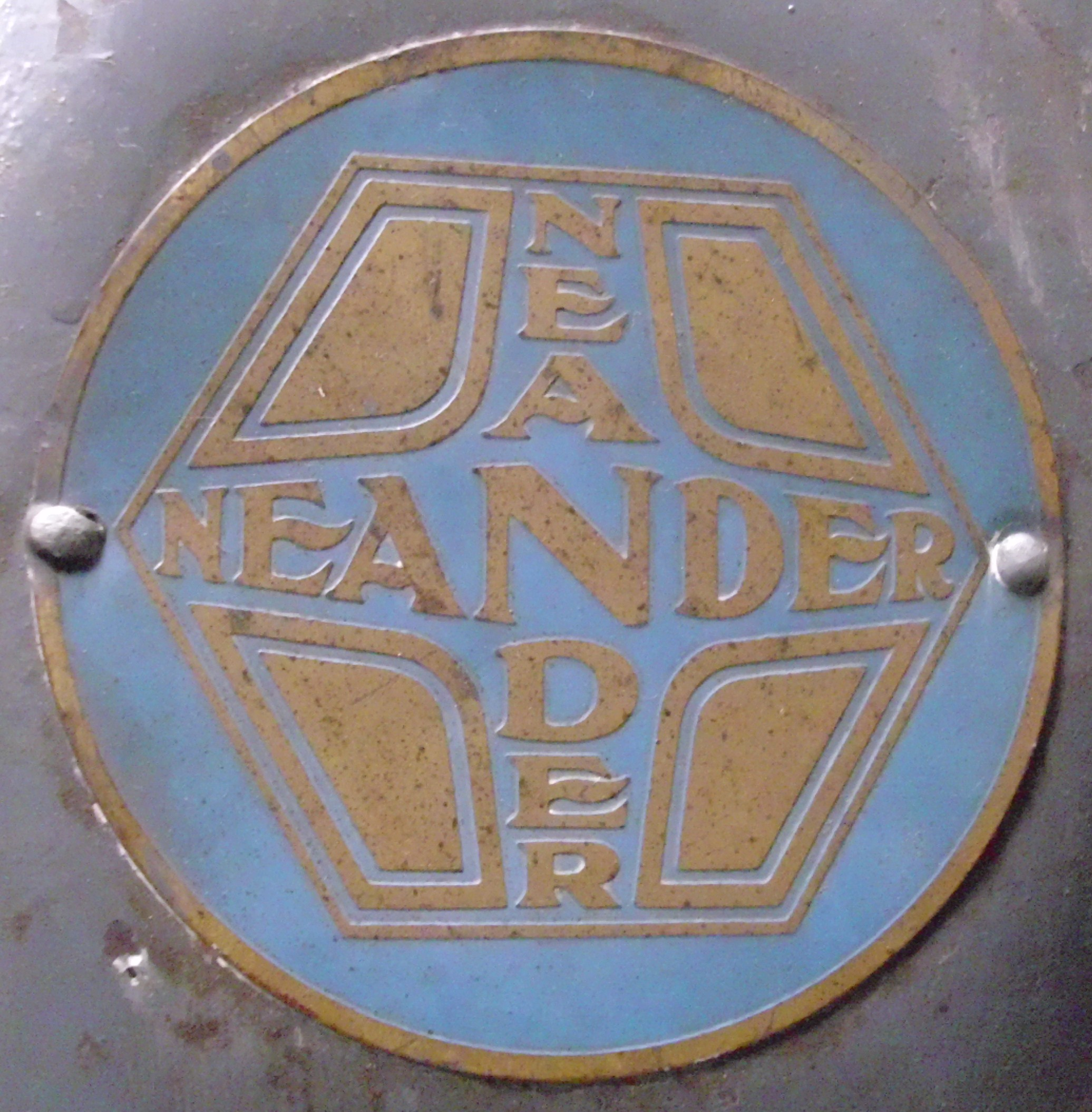
Logo des usines Neander.

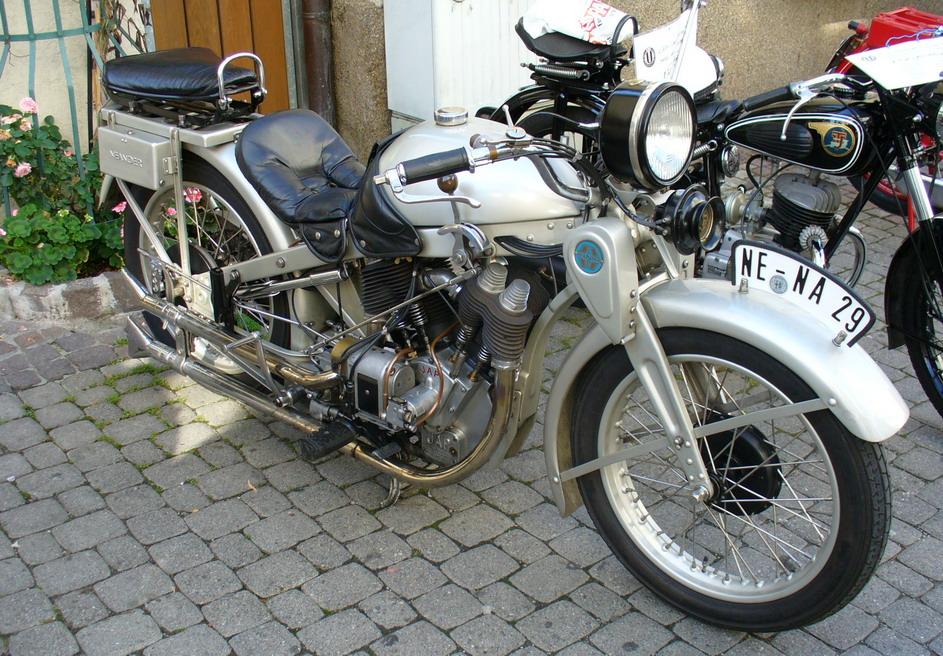
Moto modèle Opel Neander 1929.

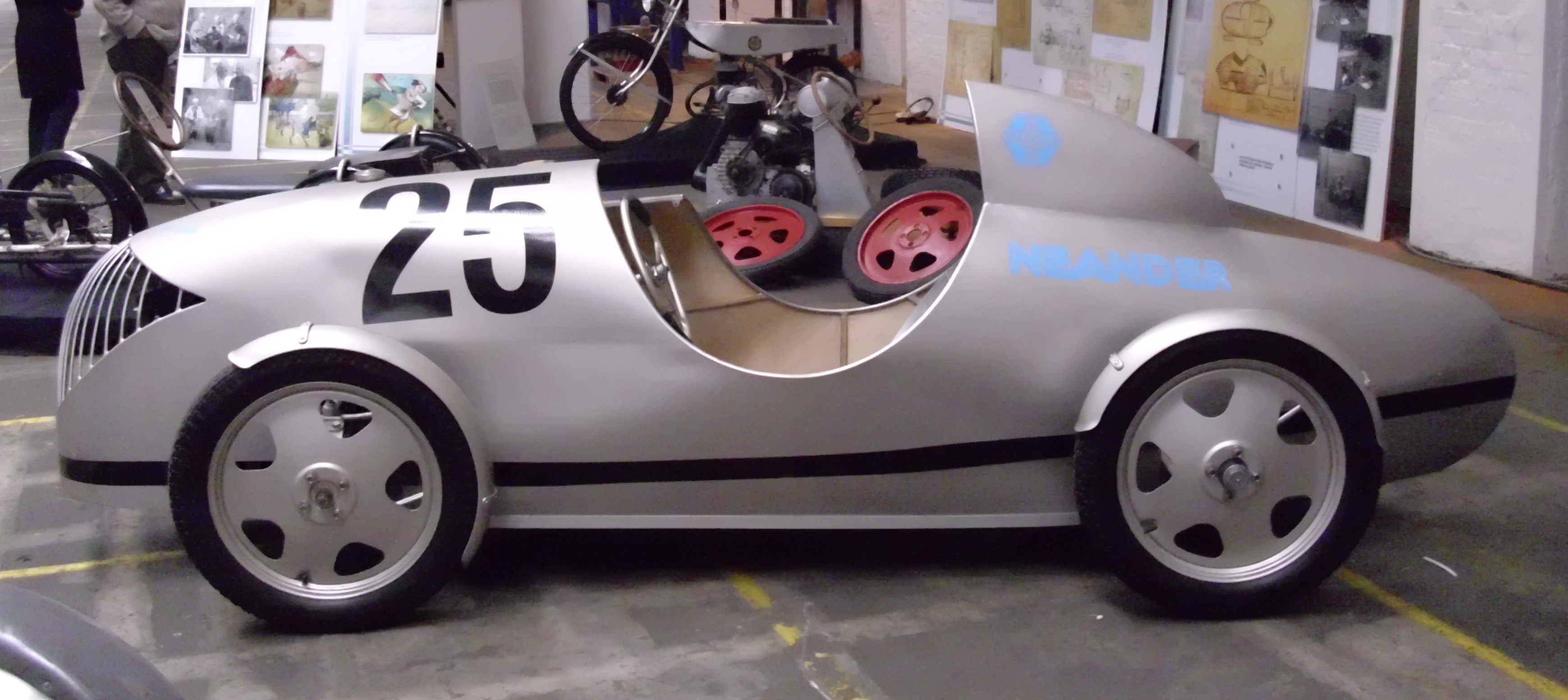
Quatre roues Neander Fahrmaschine, 1934.

Neumann construit son premier moteur à partir de 1903.
En 1908, Neumann s'installe à Berlin et fonde les « Ateliers Ernst Neumann für Moderne Reklame », qui conçoivent des publicités pour tous les grands constructeurs automobiles ainsi que pour d'autres secteurs de l'industrie. Il dessine également des carrosseries de voitures pour différents clients dont l’entreprise hessoise Kruck qui travaille en étroite collaboration avec Opel, et qui sont réalisées selon ses dessins. Il forme également un groupe d'artistes dont August Braun (1876-1956) et Else Hertzer (1884-1978). 
Neumann enseigne également à l'École des arts et métiers de Berlin-Charlottenbourg (Kunstgewerbe- und Handwerkerschule) à partir de 1912. L'un de ses étudiants est John Heartfield.
En mai-juin 1914, ses véhicules sont exposés au « Werkbund de Cologne ». La Première Guerre mondiale met un terme à ses travaux.
Il conçoit sa première moto alors qu'il est encore à Berlin. En 1924, il s'installe dans les environs de Cologne et fonde la société de construction automobile Neander Motorfahrzeug GmbH — la marque « Neander » étant une traduction en grec de son nom — dont le siège est à Euskirchen, puis, à partir de 1926, le siège déménage à Düren. Il y construit des motos pour l'usine Allright et participe aux premières grandes compétitions d'après-guerre. Neumann est à cette époque le participant le plus âgé lors des courses. 
Dans les années 1930, il travaille au développement et à la construction de ce qu'on appelle des machines motrices de type cyclecars, un mélange de motos et d'automobiles, appelées en allemand Fahrmaschine (en anglais, driving machines), prototypes qui se rapprochent du sens actuel de « concept car ». La Seconde Guerre mondiale le ruine. Néanmoins, Neumann contribue à l'effort de guerre, en concevant des véhicules destinés aux transports de blessés. En 1949, il conçoit un ultime prototype de moto appelé Motorkatze.
En 1951, il reprend la peinture, produisant une centaine d'œuvres.
Ernst Neumann-Neander est enterré dans le nouveau cimetière de Rölsdorf. Dans cette ville, une plaque commémorative a été apposée sur le bâtiment de l'usine Macherey-Nagel, où furent conçus les véhicules Neander.
La médaille Rudolf-Diesel (de) lui a été attribuée en 1955, à titre posthume.

## Œuvre graphique

### Affiches lithographiées
- Wintergarten Saharet, 1903.
- Marke Sosa Berlin, 1908.
- Internationale Motorboot Ausstellung, Berlin, 1910.
- Ateliers Ernst Neumann Berlin, v. 1910.
- Technische Nothilfe Sorgt für Wasser[7], v. 1920.

### Publications illustrées
- Richard Scheid (dir.), Avalun. Ein Jahrbuch neuer deutscher lyrischer Wortkunst, 11 bois en couleurs, 9 numéros publiés, Munich, 1901 — avec entre autres des poèmes de Rainer Maria Rilke et des contributions de Peter Baum, Otto Falckenberg, Franz Hessel, Heinrich Lautensack, Oscar A. H. Schmitz[8].